# هتیگامدا
هتیگامدا (به لاتین: Hettigammedda) یک منطقهٔ مسکونی در سری‌لانکا است که در استان مرکزی (سری‌لانکا) واقع شده‌است.